# Sydney, Lady Morgan

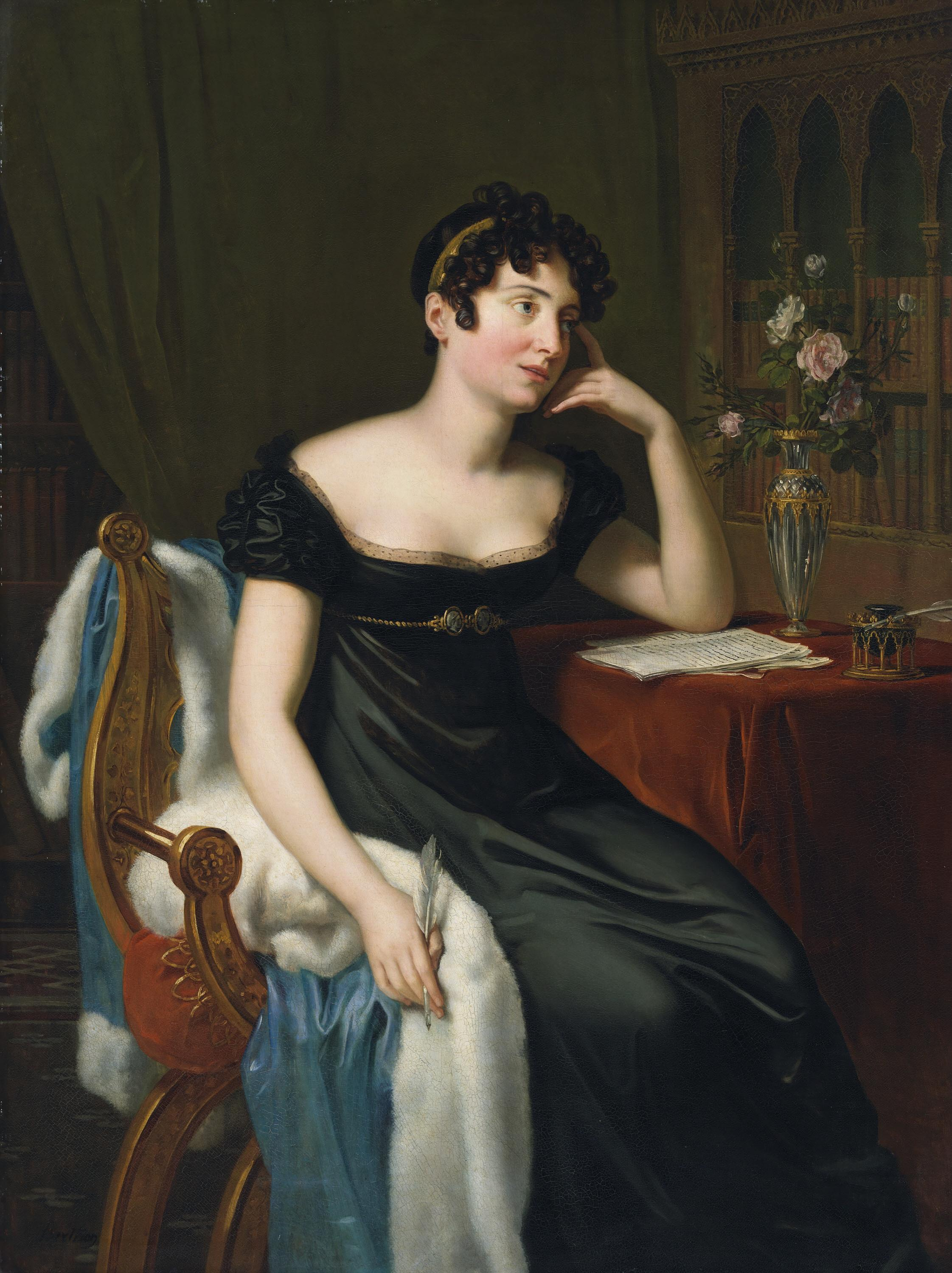
Lady Morgan, um 1810

Sydney, Lady Morgan (geborene Owenson; * 25. Dezember 1778 ? in Dublin; † 14. April 1859 in London) war eine irisch-britische Dichterin und Schriftstellerin der Romantik.

## Leben
Sydney Owenson war die älteste Tochter des irischen Schauspielers Robert Owenson († 1817) und seiner aus England stammenden Ehefrau Jane Hill († 1789). Nach dem frühen Tod ihrer Mutter schickte der Vater Sydney und ihre jüngere Schwester Olivia auf Privatschulen. Sydney besuchte drei Jahre eine hugenottische Schule in Clontarf und beendete ihre schulische Ausbildung in Dublin, bevor sie zusammen mit ihrem Vater nach Sligo zog. Nachdem Robert Owenson 1798 in finanzielle Schwierigkeiten geraten war, suchte sich Sidney eine Stelle als Erzieherin in Dublin und war später als Autorin tätig. Sydney Owenson war eine der wenigen Damen, die die Grand Tour absolvierte.

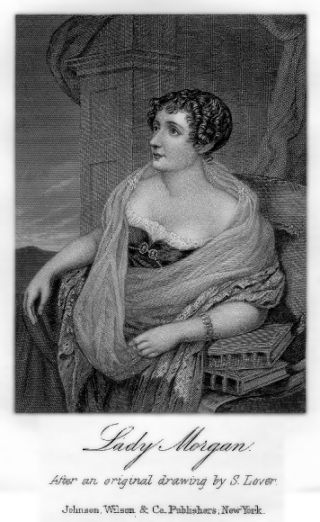
Lady Morgan, um 1825

1804 veröffentlichte Sydney Owenson ihren ersten Roman „St. Clair“, der sich außerordentlich gut verkaufte. Durch den Erfolg ermutigt widmete sie sich ganz dem Schreiben. Durch ihren zweiten Roman „The Wild Irish Girl“ (1806) arrivierte Owenson, unter der Schirmherrschaft des John Hamilton, 1. Marquess of Abercorn und dessen dritter Ehefrau, zum Liebling der Dubliner und Londoner Gesellschaft. Im Jahr 1812 heiratete sie den englischen Leibarzt des Marquess, Sir Thomas Charles Morgan (1783–1843), mit dem sie zwei Kinder hatte. Nach der Eheschließung nahm sie den Namen ihres Mannes an und war als Gattin eines Ritters fortan unter dem Höflichkeitstitel Lady Morgan bekannt.
In den folgenden Jahren schrieb Lady Morgan weitere Romane, Essays und Reisebücher – manchmal zusammen mit ihrem Ehemann –, die auch von Sir Walter Scott, Percy Bysshe Shelley, Maria Edgeworth, Lord Byron und Thomas Moore gelobt wurden. Durch ihre literarische Popularität bekam Lady Morgan 1837  von der britischen Regierung, durch den damaligen Premierminister Lord Melbourne, eine jährliche Rente in Höhe von 300 Pfund Sterling für ihr services to literature and to patriotism zugesprochen.
Lady Morgan starb im Alter von 82 Jahren und ihre sterblichen Überreste wurden auf dem Londoner Friedhof Brompton Cemetery bestattet.

## Werke (Auswahl)
- 1804 St. Clair
- 1806 The Novice of St. Dominick
- 1806 The Wild Irish Girl

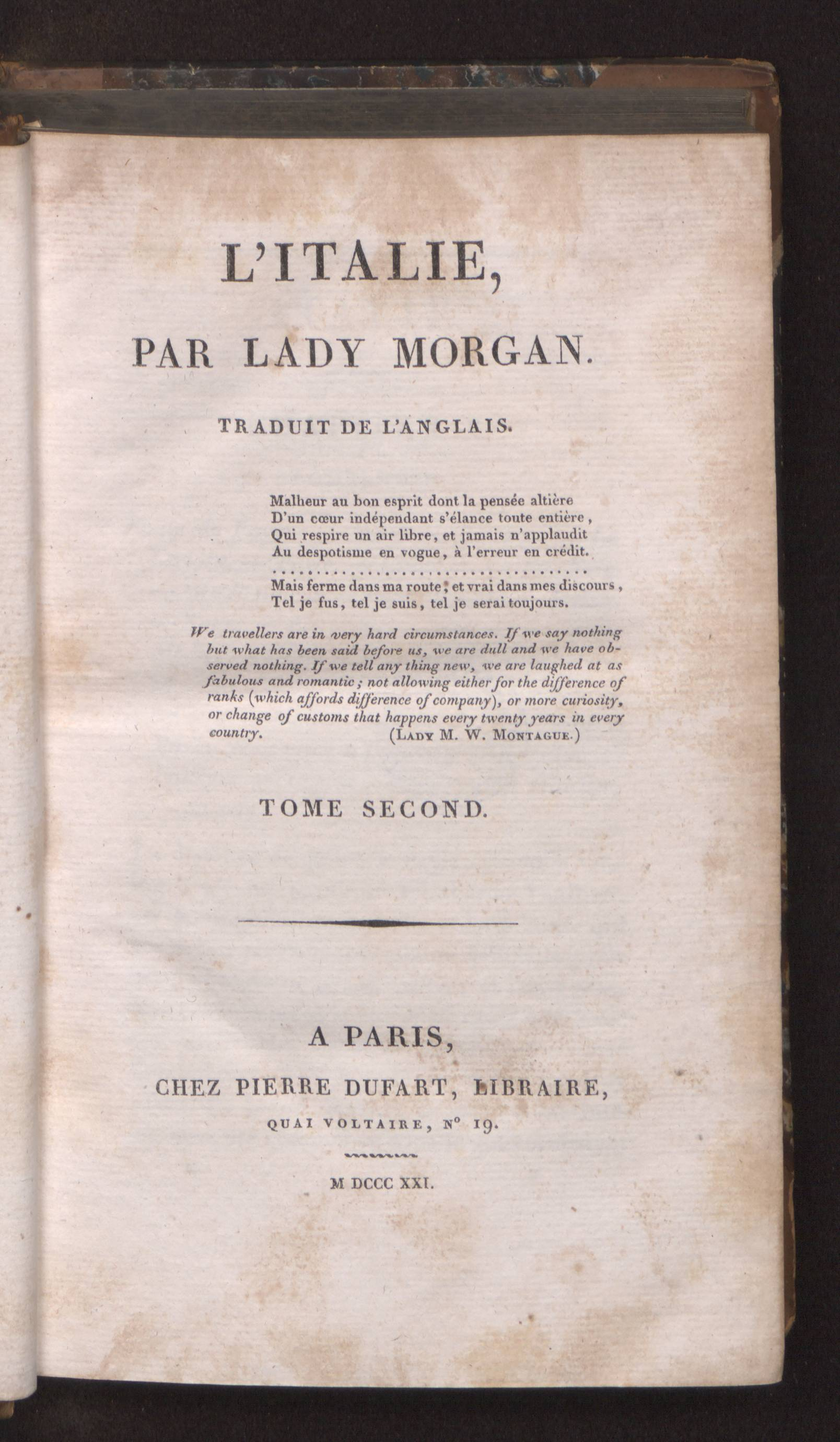
Italie, t. 2, 1821

- 1807 Patriotic Sketches and Metrical Fragments
- 1811 The Missionary. An Indian Tale
- 1814 O’Donnell
- 1817 France (Digitalisat im Internet Archive)
  - deutschsprachige Ausgabe: Reisen der Lady Morgan: Frankreich (2 Bde.), Brockhaus, Leipzig 1821
- 1818 Florence Macarthy. An Irish Tale. In Four Volumes (Digitalisat der Ausgabe von 1865 in einem Band im Internet Archive)
- 1821 Italy. In Three Volumes
  - deutschsprachige Ausgabe: Reisen der Lady Morgan: Italien (4 Bde.), Brockhaus, Leipzig 1822/23 (Digitalisat von Band 1,  Band 2 und Band 3 bei Google Books)
- 1823 Life and Times of Salvator Rosa. In Two Volumes (Digitalisat von Band 1 und Band 2 im Internet Archive)
- 1825 Absenteeism
- 1827 The O’Briens and the O’Flaherties
- 1829 The Book of the Boudoir
- 1830 France in 1829–30. In Two Volumes (Digitalisat von Band 1 und Band 2 im Internet Archive)
- 1833 Dramatic Scenes from Real Life
- 1835 The Princess
- 1840 Woman and her Master
- 1841 The Book without a Name
- 1859 Passages from my Autobiography

(Weitere Digitalisate von Werken Lady Morgan’s im Internet Archive)